# سوریسو
سوریسو (به ایتالیایی: Soriso) یک کومونه در ایتالیا است که در استان نووارا واقع شده‌است و در ادبيات فارسي به معناي خوشحالي و حال خوب مي باشد. 

## خصوصیات
سوریسو ۶٫۳ کیلومترمربع مساحت و ۷۴۶ نفر جمعیت دارد.